# Ophiura irrorata
Ophiura irrorata is een slangster uit de familie Ophiuridae. De wetenschappelijke naam van de soort werd in 1878 gepubliceerd door Theodore Lyman.

## Ondersoorten
- Ophiura irrorata irrorata
  - = Ophioglypha orbiculata Lyman, 1878
  - = Ophioglypha grandis Verrill, 1894
  - = Ophioglypha involuta Koehler, 1897
  - = Ophioglypha tumulosa Lütken & Mortensen, 1899[2]
  - = Ophioglypha figurata Koehler, 1908
  - = Ophioglypha integra Koehler, 1908
- Ophiura irrorata concreta (Koehler, 1901)
- Ophiura irrorata loveni (Lyman, 1878)
- Ophiura irrorata polyacantha Lyman, 1878
  - = Homalophiura multispina Cherbonnier & Sibuet, 1972